# Kosacivka, Kozeleț
Kosacivka (în ucraineană Косачівка) este localitatea de reședință a comunei Kosacivka din raionul Kozeleț, regiunea Cernihiv, Ucraina.

## Demografie
Componența lingvistică a localității Kosacivka
     Ucraineană (99,52%)
     Alte limbi (0,48%)
Conform recensământului din 2001, majoritatea populației localității Kosacivka era vorbitoare de ucraineană (99,52%), existând în minoritate și vorbitori de alte limbi.